# Bipassalozetes vicinus
Bipassalozetes vicinus är en kvalsterart som först beskrevs av Mihelcic 1957.  Bipassalozetes vicinus ingår i släktet Bipassalozetes och familjen Passalozetidae. Inga underarter finns listade.